# История США (1964—1980)
История США с 1964 по 1980 гг. включает драматические перемены в экономике страны, окончание периода процветания и глубокий экономический кризис 1970-х годов, обострение международной экономической конкуренции, резкое повышение цен на нефть и другие товары. В политической жизни достигает вершины движение за гражданские права чернокожих в США и завершается война во Вьетнаме, в холодной войне наступает разрядка, США выходят вперед в космической гонке, высадив своих астронавтов на Луну. В эту эпоху в Америке обостряется конфликт поколений, происходит сексуальная революция, распространяется употребление наркотиков. Завершается период избранием на пост президента Рональда Рейгана, которым открывается «эпоха Рейгана».

## Либерализация
Если 1950-е годы были периодом политического консерватизма, то 1960-е вошли в историю как период либерализации Америки. После прихода к власти президента Джонсона в США ликвидируется расовая сегрегация, обеспечиваются гражданские права цветного населения, расширяются государственные программы социального обеспечения и образования на всех уровнях, субсидируются новые программы охраны окружающей среды, гуманитарные проекты и создание произведений искусства, а также ряд программ по ликвидации бедности. Современные историки считают, что это был период нового видения экономической и социальной справедливости, антикоммунистического по своей политической окраске и вообще без радикализма или даже традиционных для США походов против монополизма, в основе которого лежала кейнсианская теория финансирования образования, здравоохранения, пенсионного обслуживания и жилищного строительства из государственного бюджета с тем, чтобы одновременно стимулировать рост экономики. Программы строительства Великого общества, инициированные Джонсоном, были продолжены его преемником Ричардом Никсоном; реакция со стороны консерваторов последовала лишь после избрания Рональда Рейгана в 1980 г.

### Движение за гражданские права
1960-е годы известны как период социальной напряженности, уличных протестов, демонстраций и столкновений, антивоенных выступлений и контркультурной революции. Афроамериканская молодёжь выходила на улицы по призыву Мартина Лютера Кинга, Национальной ассоциации содействия прогрессу цветного населения и других массовых организаций. Мартин Лютер Кинг был не только выдающимся оратором, но и умело использовал средства массовой информации, чтобы показывать брутальные атаки противников ненасильственных выступлений своих сторонников и вызывать сочувствие телезрителей новостных каналов. Эта тактика была впоследствии широко использована и другими меньшинствами, например, феминистками и гомосексуалами (с 1969—1972 гг.), также организующими кампании с привлечением средств массовой информации для влияния на общественное мнение, а также инициирующими судебные процессы для изменения политики властей.
Сильное впечатление на общественное мнение произвело также убийство Джона Кеннеди, намерения которого по либерализации отношения к цветным меньшинствам осуществил его вице-президент и преемник Линдон Джонсон, приняв ряд законов по обеспечению гражданских прав вообще и избирательных прав в особенности. В течение четырёх лет количество избирателей, участвующих в выборах в южных штатах увеличилось в два раза.

### Борьба с бедностью
Основными целями социальных программ построения Великого общества были ликвидация бедности и расовой дискриминации. Федеральные программы предусматривали финансирование образования, медицинского обслуживания, благоустройства городов и общественного транспорта. По своему духу и направленности они напоминали программы Нового курса президента Франклина Рузвельта. Крупнейшими из них были действующие до сих пор программы Медикэр (бесплатного медицинского обслуживания пожилых людей) и Медикейд (государственных пособий по бедности).

### Конфликт поколений иконтркультура
В 1960-х множество молодых людей открыто выступало против социальных норм и консерватизма старшего поколения, против Вьетнамской войны и холодной войны вообще. На волне сексуальной революции и Движения за гражданские права оживились также феминизм и энвайронментализм. Возникла протестная молодёжная мода от мужских длинноволосых причесок до увлечения рок-музыкой. В мейнстрим влилась культура хиппи с её нарочитым миролюбием, всеобщей любовью и свободой. В Лето любви 1967 г. хиппи по всей Америке создали новый уникальный образец социальных отношений, в котором на почве общей субкультуры легко сходились ранее незнакомые люди. Распространилось употребление психоделиков, таких как ЛСД и марихуана, психоделия и фолк-рок как культурные явления. Наиболее значимыми акциями протеста молодёжи были «поход на Пентагон» в октябре 1967 г. и протесты во время съезда Демократической партии США в Чикаго в августе 1968 г. Символом эпохи хиппи стал фестиваль Вудсток в августе 1969 г.

## Завершение космической гонки
Начиная с запуска Спутника-1 в 1957 г. США пытались угнаться за СССР в освоении космического пространства. После полета Юрия Гагарина в 1961 г. президент Кеннеди наметил пути реванша НАСА, заявив, что американцы должны быть первыми на Луне ещё до конца десятилетия. Полеты по программе Джемини начались в 1965-66 гг. За ней последовала программа Аполлон. Несмотря на трагическую гибель экипажа Аполлона-1, полеты продолжались, и в 1969 г. корабль Аполлон-11 впервые доставил людей на Луну.
СССР в это время сосредоточился на строительстве орбитальных станций, первой из которых была станция Салют-1 (1971 г.). Аналогичную станцию Скайлэб США вывели на орбиту в 1973 г. С наступлением разрядки отношения между СССР и США временно улучшились, и от соперничества обе сверхдержавы перешли к сотрудничеству в космосе. В 1975 г. по программе Союз — Аполлон состоялся первый совместный полет американцев и русских.

## Война во Вьетнаме
Стратегия сдерживания предусматривала противостояние экспансии коммунизма везде, где она происходила, и коммунисты добивались успеха преимущественно там, где позиции союзников США были слабыми. Президент Джонсон старался сосредоточить внимание на внутренних проблемах Америки и не привлекать внимание к войне, которую она вела во Вьетнаме. Его советники не питали оптимизма по поводу перспектив этой войны, и Джонсон опасался вопросов, почему США не могут одержать победу, по примеру Барри Голдуотера.
Эскалация войны стала возможной после принятия Конгрессом Тонкинской резолюции 1964 г., принятой после якобы имевших место атак на американские корабли в Тонкинском заливе, в которых были обвинены вооруженные силы Северного Вьетнама. В 1968 г. американцы помогли армии Южного Вьетнама отбить Тетское наступление коммунистов, но для президента Джонсона оно было опасным не столько в военном, сколько в пропагандистском аспекте. Внимание американцев было привлечено к бесплодным попыткам их армии удержаться в далекой чужой стране. Республиканцы, в том числе губернатор Калифорнии Рональд Рейган, стали требовать либо победы, либо вывода войск, а левые прямо выступали за полный вывод американских войск из Вьетнама.

### Антивоенное движение
Американское движение против войны во Вьетнаме началось ещё в 1964 г. Часть его участников выступала с позиций нравственности, часть из солидарности с цветными жителями Вьетнама. Особенно острыми были выступления цветного населения Америки в 1968 г., после убийства Мартина Лютера Кинга. Часть, в особенности студенты в элитных университетах, не желали служить в армии, часть относилась к новым левым. Беспрецедентную роль в освещении событий войны и формировании общественного мнения сыграли средства массовой информации. Эту войну называли первой телевизионной войной.

### 1968 год и раскол Демократической партии
В 1968 г. коалиция сторонников президента Джонсона, которая привела его к власти, распалась. Либеральные республиканцы вернулись в ряды своей партии и на выборах поддержали Никсона. Большинство белых южан поддерживали кандидатуру Джорджа Уоллеса. Афроамериканцы, студенты и интеллектуалы стали непримиримыми противниками Джонсона и его политики и склонялись к кандидатуре сенатора Юджина Маккарти, выступавшего против войны во Вьетнаме. Лишившись поддержки даже в собственной партии, Джонсон снял свою кандидатуру. Вместо него на президентское кресло стал претендовать Роберт Кеннеди, но 5 июня 1968 г., вскоре после убийства Мартина Лютера Кинга, он тоже был убит.
Предвыборное собрание демократической партии в Чикаго сопровождалось мощными антивоенными демонстрациями. Партия раскололась, и выдвинутый ею кандидат в президенты действовавший вице-президент Хамфри, в целом отстаивавший политику Джонсона, в том числе относительно войны, не пользовался широкой поддержкой даже в собственной партии. Его главный оппонент, республиканец Ричард Никсон, апеллировал к тем, кого он сам называл «молчаливым большинством», к среднему американцу, которому не нравилась контркультура хиппи. Относительно Вьетнама Никсон обещал избирателям «мир с честью». После победы на выборах он предложил стратегию, называемую доктриной Никсона, согласно которой усилия США по противостоянию коммунизму ограничивались американскими интересами, а основная тяжесть локальных войн перекладывалась на плечи союзников США в данном регионе. В соответствии с этой доктриной США могли начать вывод своих войск из Вьетнама, не дожидаясь окончания войны.

## Администрация Никсона  (1969—1974 гг.)
Во внутренней политике Никсон в целом придерживался либерализма, в том числе в отношении поддержки здравоохранения, пенсионного обеспечения, охраны окружающей среды, поддержки искусств и гуманитарных проектов. Налоги оставались высокими, как в эпоху Нового курса, и государство по-прежнему регулировало экономическую деятельность. Никсон отказался от обеспечения доллара золотом и даже ненадолго вводил государственный контроль уровня цен и зарплат.
Внешнюю политику Никсон переориентировал от политики сдерживания коммунизма к разрядке отношений с СССР и Китаем, играя на их обоюдных противоречиях. В 1972 г. он нанес визит в Китай, с которым после Корейской войны у США сохранялись враждебные отношения. Никсон сам лично поддерживал хорошие отношения с Чан Кайши, но тем не менее пошёл на переговоры с Мао Цзэдуном, поскольку и США, и КНР враждовали с СССР и искали сближения, чтобы ослабить общего противника. С другой стороны, после визита в Китай Никсон приехал в Москву, где вместе с советским лидером Л. И. Брежневым подписал договор ОСВ-I.
Разрядка нужна была обеим сверхдержавам не только с политической, но и с экономической точки зрения. Гонка вооружений истощала как СССР, так и США. В 1970-х годах в Америке начался новый экономический кризис, и налаживание отношений с СССР обеспечивало США необходимую передышку в холодной войне.
Прежде чем вывести американские войска из Индокитая (1971 г.), Никсон постарался укрепить армию Южного Вьетнама, и в 1973 г. было подписано Парижское мирное соглашение. Никсон также обещал снова ввести войска в случае атаки со стороны Северного Вьетнама, но после его отставки в 1974 г. выполнять эти обещания стало некому, и в 1975 г. Сайгон был взят северовьетнамскими войсками. США помогли многим вьетнамцам бежать, около миллиона беженцев в конце концов оказалось в Америке. «Вьетнамский синдром» в течение длительного времени после этой войны мешал американским властям проводить военные операции где-либо ещё, и со стратегией сдерживания было покончено.
Ещё до вывода войск в 1970 г. антивоенные выступления в США сопровождались уличными столкновениями. Национальная гвардия расстреливала студенческие демонстрации, что практически парализовало американскую систему высшего образования. Тем не менее, в 1972 г. Никсон одержал на выборах убедительную победу над либералом и антивоенным активистом Джорджем Макговерном. В 1974 г., когда вскрылись подробности антиконституционной деятельности команды Никсона в противостоянии с избирательным штабом Макговерна, разразился Уотергейтский скандал, и президент был вынужден досрочно подать в отставку.

## Кризис 1970-х

### Стагфляция
Когда президент Джонсон в 1964 г. убеждал Конгресс сократить налоги, он выделял большие суммы из государственного бюджета для финансирования как социальных программ, так и войны во Вьетнаме. Хотя, согласно доктрине Кейнса, небольшой дефицит государственного бюджета и постепенное обесценивание национальной валюты благотворны для экономики, инфляция при Джонсоне начала резкий разгон. Одновременно превосходство США в мировой торговле начало исчезать, так же как и их глобальное превосходство в экономике, геополитике, коммерции, технологиях и культуре, установившееся было после Второй мировой войны. С 1945 г. Америка имела неограниченный доступ к источникам сырья и рынкам сбыта для своих товаров во всем мире. Из-за разорения Европы в эту эпоху в США производилось около трети всех промышленных товаров мира. Но к 1960-м годам не только развитые, но и развивающиеся страны третьего мира начали конкурировать с США в экономике и поднимать цены на своё сырье. Японские и европейские автомобили, сталь, электроника и прочие высокотехнологичные товары успешно конкурировали с американскими уже не только за границей, но и на внутреннем рынке США. Это породило одновременно рост цен и волну разорений американских производителей, явление, получившее известность как стагфляция, то есть стагнация на фоне инфляции.
Президент Никсон обещал справиться с экономическими трудностями путём повышения налогов и сокращения затрат федерального правительства, но Конгресс оказал сопротивление его планам. Тогда Никсон попытался решить проблемы за счет манипуляций с курсом доллара. По его распоряжению Федеральная резервная система сократила количество американской валюты путём повышения процентной ставки по кредитам, но это не произвело ожидаемого эффекта. Уровень цен продолжал расти и за первые два года президентства Никсона увеличился на 15 %. Тогда в 1971 г. Никсон объявил о прекращении конвертации доллара в золото, что привело к кризису Бреттон-Вудской системы и последующей девальвации доллара. Это помогло оживить экспорт американских товаров, но импортное сырье и другие товары стали ещё дороже. Кроме того, Никсон в том же 1971 г. на 90 дней заморозил уровень цен и зарплат в США, а потом поставил их под контроль специального федерального агентства. Инфляция несколько замедлилась, но начала расти безработица. Чтобы остановить сокращение производства, Никсон снова снял ограничения на уровень цен и зарплат, что вызвало новый виток инфляции.
Инфляционное давление привело к смене экономической политики. Начиная с Великой депрессии 1930-х годов, с рецессиями, то есть периодами экономического спада и высокой безработицы, боролись путём роста затрат правительства или снижением налогового бремени, что должно было оживить спрос. В 1970-х рост цен, особенно на энергоносители, породил страх перед инфляцией, и правительство сконцентрировалось на контроле инфляции, а не на борьбе с рецессией, то есть старалось ограничить расходы государственного бюджета, а не увеличивать их. Противоречивые меры администрации Никсона иллюстрируют замешательство, которое породил кризис 1970-х годов, и все усиливавшиеся сомнения американской нации относительно её экономического благополучия.

### Нефтяной кризис 1973 г.
Ещё сильнее обострило экономическое положение решение Организации стран-экспортёров нефти прекратить экспорт своей нефти странам, поддержавшим Израиль в Войне Судного дня, в число которых входили и США. Хотя часть стран-экспортеров нефти продолжала экспортировать нефть на мировой рынок, цены на неё выросли в четыре раза и более. Поскольку американский средний класс, поселившийся к этому времени в пригородах, сильно зависел от своих автомобилей и цен на бензин, в США это вызвало шок. На автозаправках образовались длинные очереди, закрылась или сократила время работы часть магазинов, учреждений и фабрик, зависевших от нефти, использовавшейся как в качестве топлива, так и сырья. Это вызвало новый всплеск безработицы.
Федеральное правительство ответило на новые проблемы введением верхнего предела скорости автомобилей (88 км/ч), назначением министра финансов Уильяма Саймона «энергетическим царем», то есть ответственным за формирование энергетической политики правительства, а в 1977 г. было сформировано специальное министерство энергетики и создан нефтяной стратегический резерв США. Кроме того, был введен жесткий контроль за уровнем цен внутри страны. В частности, запрещалось повышать цены на нефть там, где её ранее уже добывали. Повышенные цены можно было вводить только на вновь разведанную нефть. На автозаправках были введены лимиты, заправляться стало возможно только по специальному талону либо лишь по четным или нечетным дням месяца в зависимости от последней цифры (четной или нечетной) номера автомобиля.
Значительные изменения энергетический кризис произвел в автомобилестроении. Большая детройтская тройка автоконцернов вынуждена была переориентироваться на выпуск более экономичных машин. Чтобы уменьшить расход бензина, автомобили стали намного легче и меньше по габаритам. Автомобильные гонки потеряли популярность, и даже NASCAR сократила дистанции гонок на своих соревнованиях, а 500 миль Индианаполиса сократили продолжительность тренировок и квалификационных заездов.
Кризис автомобилестроения углубил общий кризис машиностроения и всей тяжелой промышленности США. В результате массовых сокращений производства промышленные города американского Северо-Востока, в прошлом становой хребет американской индустрии, впали в запустение и разруху, а бывший Индустриальный пояс стали называть Ржавым поясом Америки.

## Администрации Форда и Картера
После отставки Никсона его пост ненадолго занял вице-президент Джеральд Форд. Он просил американцев поддержать его на том основании, что «наш длинный национальный кошмар наконец закончился». Его администрация бесстрастно наблюдала за крахом Южного Вьетнама, после чего Конгресс принял решение прекратить любую помощь Вьетнаму, оказавшемуся под властью коммунистов. Попытки Форда справиться с экономическим кризисом не имели успеха. Его решение об амнистии и прекращении расследования в отношении Никсона вызвало неоднозначную реакцию со стороны общественного мнения и вновь усилило позиции демократов, внушив либералам подозрения в отношении ЦРУ и военных.
На президентских выборах 1976 г. республиканцы проиграли кандидату от демократической партии бывшему губернатору штата Джорджия Джимми Картеру, первому после гражданской войны президенту с американского Юга. На волне недоверия к политическому истеблишменту Картер позиционировал себя как человек, для него чужой и, к тому же, не юрист. Как во время, так и после выборов он действовал как популист, привлекая внимание саморекламой и пропагандой энергосбережения. Его меры по реорганизации правительства привели к созданию двух новых министерств, энергетики и образования. Кроме того, за его президентство в органах власти появилось рекордное количество женщин и представителей меньшинств. Вопреки своим предвыборным обещаниям Картер не сумел провести реформу здравоохранения и налогообложения, но расширил национальный парк на Аляске. Все, что Картер сумел сделать для борьбы с экономическим кризисом — обвинить американский народ в упадочничестве и пессимизме. Национальный дух ему поднять не удалось, но собственный престиж и популярность президент потерял.
Во внешней политике президент Картер был более успешен. Благодаря его посредничеству были заключены Кемп-Девидские соглашения и мир между Израилем и Египтом, установлены полные дипломатические отношения с КНР и подписано соглашение ОСВ-II с СССР. Особое внимание Картер уделял правам человека во всем мире, которые были поставлены в центр его внешней политики. Но после исламской революции в Иране Картер позволил бывшему шаху Мохаммеду Реза Пехлеви прибыть в США на лечение. Чтобы вернуть его на родину для суда, экстремисты в Иране захватили американских заложников и удерживали их в течение 444 дней. Попытка освободить заложников при помощи военных провалилась, что окончательно подорвало репутацию администрации Картера.